# 阿座上洋吉
阿座上 洋吉（あざがみ ようきち、1933年4月21日 - ）は、北海道出身の経営学者。専門は、経営管理、簿記会計、流通経済、建設経営など。北海道における簿記会計の第一人者。現在、地域経済研究所理事長、北海学園北見短期大学名誉教授。

## 学歴
- 1951年　札幌商業高等学校卒業
- 1952年　北海学園大学経済学部入学
- 1960年　北海学園大学卒業[2]

## 職歴
- 1960年　札幌商工会議所職員として入所。まもなく、北海学園大学経済学部の簿記の非常勤講師として教鞭をとる（－2001年）
- 1963年　40年間にわたり商工会議所・商工会の経営指導員として研修を担当
- 1975年　北海学園大学経済学部講師
- 1983年　北海学園北見大学商学部教授
- 1984年　北海学園北見女子短期大学経営学科教授[3]
- この他、札幌商工会議所付属専門学校兼任講師、全国数か所の中小企業大学校講師、全国各地の市町村や商工会議所等で講演会を行った。
- 15年間にわたり、北海道国際人材交流センター理事長としてロシア極東地域や、中国の東北部および江西省の市場経済化に尽力した。
- 2001年　北海学園北見短期大学定年退職　同名誉教授　地域経済研究所理事長

### 公職
北海道建設業審議会長、国土交通省北海道開発局入札監視委員会委員長、北海道経済産業局官公需適格組合諮問委員会委員長

## エピソード
阿座上は、体をこわして休学して長期入院したため、8年間に渡り在学した。しかし、「この8年に、法律の勉強もした。この在学経験が、のちの教員人生にもいい影響を与えた」と、述べている。

## 主著
- 『未来会計・未来仕訳のすすめ』（共著、経営実務出版、1989年）
- 『建設業者のための消費税の会計実務』（大成出版社、1989年）
- 『建設業の会計実務』（中央経済社、1979年初版・1998年第3版）
- 『建設業経理事務士1級受験ワークブック』（清文社、2001年まで担当）
- 『建設業界再生のシナリオ』（清文社、2002年）
- 『激動！建設業界　トップマネジメント革命』（全国建設産業団体連合会、2010年）